# Cleptometopus cephalotes
Cleptometopus cephalotes là một loài bọ cánh cứng trong họ Cerambycidae.